# Thaddeus Kosciuszko National Memorial
Das Thaddeus Kosciuszko National Memorial ist eine Gedenkstätte an der Nordwestecke der Straßenkreuzung 3rd Street und Pine Street in Philadelphia. Ein Zimmer in der ersten Etage des Hauses war im Winter 1797/1798 die Heimat von Tadeusz Kościuszko. Das Haus erinnert an das Leben und die Arbeit des polnischen Patrioten und Helden der Amerikanischen Revolution.

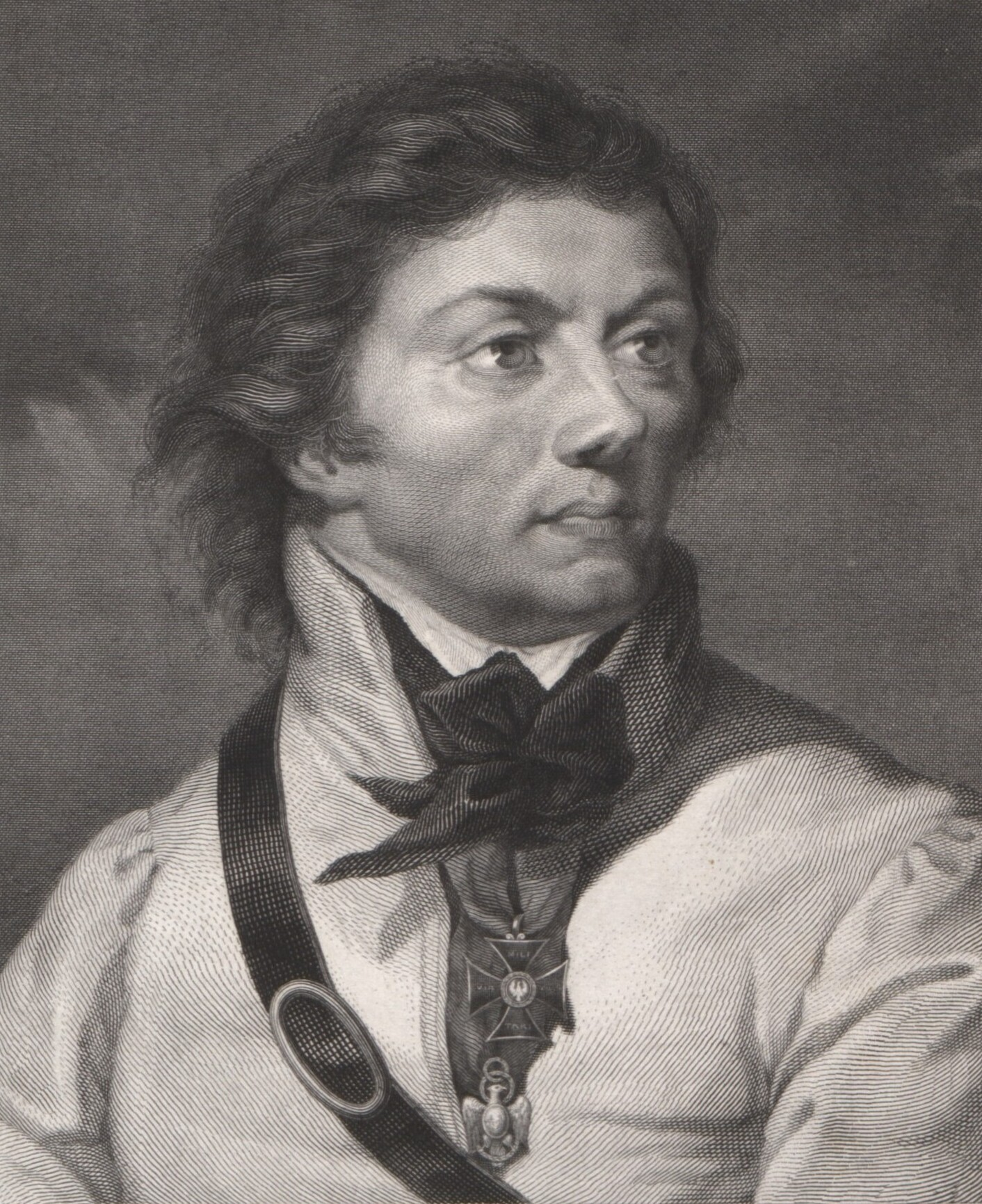
General Tadeusz Kościuszko

Seit dem 21. Oktober 1972 ist der Ort eine nationale Gedenkstätte und zählt mit einer Fläche von 80 m² neben dem Benjamin Franklin National Memorial als kleinster „Nationalpark“ der USA. 
Das Haus war auch die Geburtsstätte von Colonel John Nixon (1733–1808), der als Erster die Unabhängigkeitserklärung im State House Yard am 8. Juni 1776 verlas und der ein Vorfahre von Präsident Richard Nixon war.